# Knuckles' Chaotix
Knuckles' Chaotix, appelé au Japon simplement Chaotix (カオティクス, Kaotikusu), est un jeu vidéo de plates-formes, développé par la Sonic Team, sorti sur 32X en 1995.

## Scénario
D'après le manuel japonais, le scénario était complètement différent de celui proposé en occident.
États-Unis & Europe : Knuckles protège Carnival Island, un parc d’attractions high-tech. Dr. Robtonik y va afin de s'emparer des Anneaux du Chaos qui confèrent toute l'énergie de l'île avec l'aide de Metal Sonic, dans le but de l'utiliser pour ses noirs desseins. Dr. Robotnik piège Vector le Crocodile, Charmy l'abeille, et Mighty le Tatou, qui visitaient alors l'île, dans le Combi Confiner (une machine de Robotnik construite pour les figer dans le temps) et il est sur le point de capturer Espio le Caméléon quand Knuckles le met en déroute. Knuckles découvre ensuite qu'il peut sauver un de ses amis à la fois grâce au pouvoir des Anneaux Célestes , qui relie les deux partenaires ensemble comme un élastique. Tous les personnages (plus Heavy le Robot et Bomb la Bombe) vont alors travailler ensemble pour sauver Carnival Island de Robotnik.
Japon : Une mystérieuse île s'est élevée depuis la mer peu après les évènements de Sonic and Knuckles. Dr. Robotnik a découvert l'île, et trouvé un mystérieux anneau sur lequel sont gravés diverses descriptions d'anciens Anneaux emplis de l'énergie d'Émeraudes du Chaos, les Anneaux du Chaos. Afin de mettre la main sur ces Anneaux, Robotnik construisit sa base, la Newtrogic High Zone, sur l'île. Mighty le Tatou, Espio le Caméléon, Vector le Crocodile, et Charmy l'Abeille arrivèrent aussi sur l'île, et finirent capturés par Robotnik et Metal Sonic, puis placés dans la machine de Robotnik le Combi Catcher. Knuckles, curieux à propos de l'étrange île, s'y rend aussi, et parvient à sauver Espio. Le duo s'engage alors pour empêcher Robotnik d'obtenir les Anneaux du Chaos.
(Traduction de l'article anglais.)

## Système de jeu
Knuckles' Chaotix est un jeu de plates-formes où le joueur débute l'aventure avec Knuckles. Il sera accompagné d'un allié dès la fin du premier niveau, les deux personnages à l'écran sont reliés par un élastique formé d'anneaux qui est la principale attraction du gameplay. En plus de Knuckles, le jeu propose de nouveaux personnages : Vector, Mighty, Charmy et Espio. Chaque personnage possède ses propres capacités, Charmy peut notamment voler et planer, il s'agit du seul personnage avec cette particularité. Si le jeu est repris après une sauvegarde, le joueur peut choisir le personnage qu'il contrôlera. Knuckles' Chaotix totalise 25 niveaux pour compléter le jeu.
Les commandes du jeu utilise les trois boutons de la manette : A pour appeler son partenaire et effectuer une attaque spéciale, B est utilisé pour immobiliser son partenaire en maintenant le bouton ou porter et lancer son partenaire avec le même bouton. Le bouton C sert pour sauter et effectuer certaines manipulations propres à chaque personnage. Si le bouton C est toujours utilisé pour sauter, le bouton B oblige le partenaire à s'immobiliser ce qui permet de tendre l'élastique et d'obtenir une pointe de vitesse en le relâchant. Le bouton A appelle le partenaire pour qu'il se pose là où est Knuckles, mais cela coûte dix anneaux.
Bien que le jeu conserve les anneaux classiques des Sonic, il est possible d'être touché sans anneaux et de survivre. Si le joueur est touché alors qu'il n'a pas d'anneaux, il perd seulement son partenaire pour quelques instants. Mais si le joueur n'a ni anneaux, ni partenaire, il perd. Si c'est le partenaire qui est touché, le joueur ne perd qu'un anneau. Le jeu conserve également le principe des power-ups de la série Sonic, ces bonus varient et sont représentés par différents symboles. Les power-ups peuvent transformer un personnage en un personnage géant pour sauter plus haut, le rétrécir pour accéder à certains endroits du jeu, ils peuvent aussi faire gagner des anneaux, rendre le joueur invincible durant un moment, lui octroyer de la vitesse ou encore lui permettre de changer de partenaire,.
Knuckles' Chaotix est sorti au Japon le 21 avril 1995 et en juin 1995 en Europe,,,,.

## Niveaux
- Etape d'entrainement (Practice Stage)
- Base botanique (Botanic Base)
- Toboggan rapide (Speed Slider)
- Arène étonnante (Amazing Arena)
- Folie portuaire (Marina Madness)
- Tour technologique (Techno Tower)

Les cinq derniers niveaux peuvent se jouer dans n'importe quel ordre. Tous les niveaux (sauf Practice Stage) ont la même lettre au début de leurs noms, on peut retrouver cette spécificité dans Sonic CD sorti en 1993 sur Méga-CD.

## À noter
- Initialement, le jeu était prévu sur Mega Drive, sous le titre Sonic Crackers[10]. Une rumeur veut qu'il aurait pu s'agir de Sonic the Hedgehog 4, jamais sorti sur la console. Sonic et Miles "Tails" Prower auraient été les héros. Le jeu fut gardé en état de projet et abandonné. Les idées prévues pour ce titre furent reprises pour Knuckles' Chaotix.

- Knuckles' Chaotix fut présenté comme une simple suite de Sonic and Knuckles au Japon, mais comme un jeu à part entière aux États-Unis et en Europe.
- Dans sa version européenne, l'étiquette de la cartouche présente une grossière erreur de montage. En effet, on peut voir que l'image de Knuckles est présente en deux exemplaires maladroitement superposés.